# Pierre Dulac
Pierre Dulac est un homme politique français né le 26 septembre 1761 à Quincié-en-Beaujolais (Rhône) et décédé le 9 avril 1823 à Régnié-Durette (Rhône).
Président du tribunal de Villefranche-sur-Saône, il est député du Rhône en 1815, pendant les Cent-Jours.

## Sources
- « Pierre Dulac », dans Adolphe Robert et Gaston Cougny, Dictionnaire des parlementaires français, Edgar Bourloton, 1889-1891 [détail de l’édition]